# 柯尼希比希爾山
47°39′11″N 16°21′42″E / 47.65306°N 16.36167°E

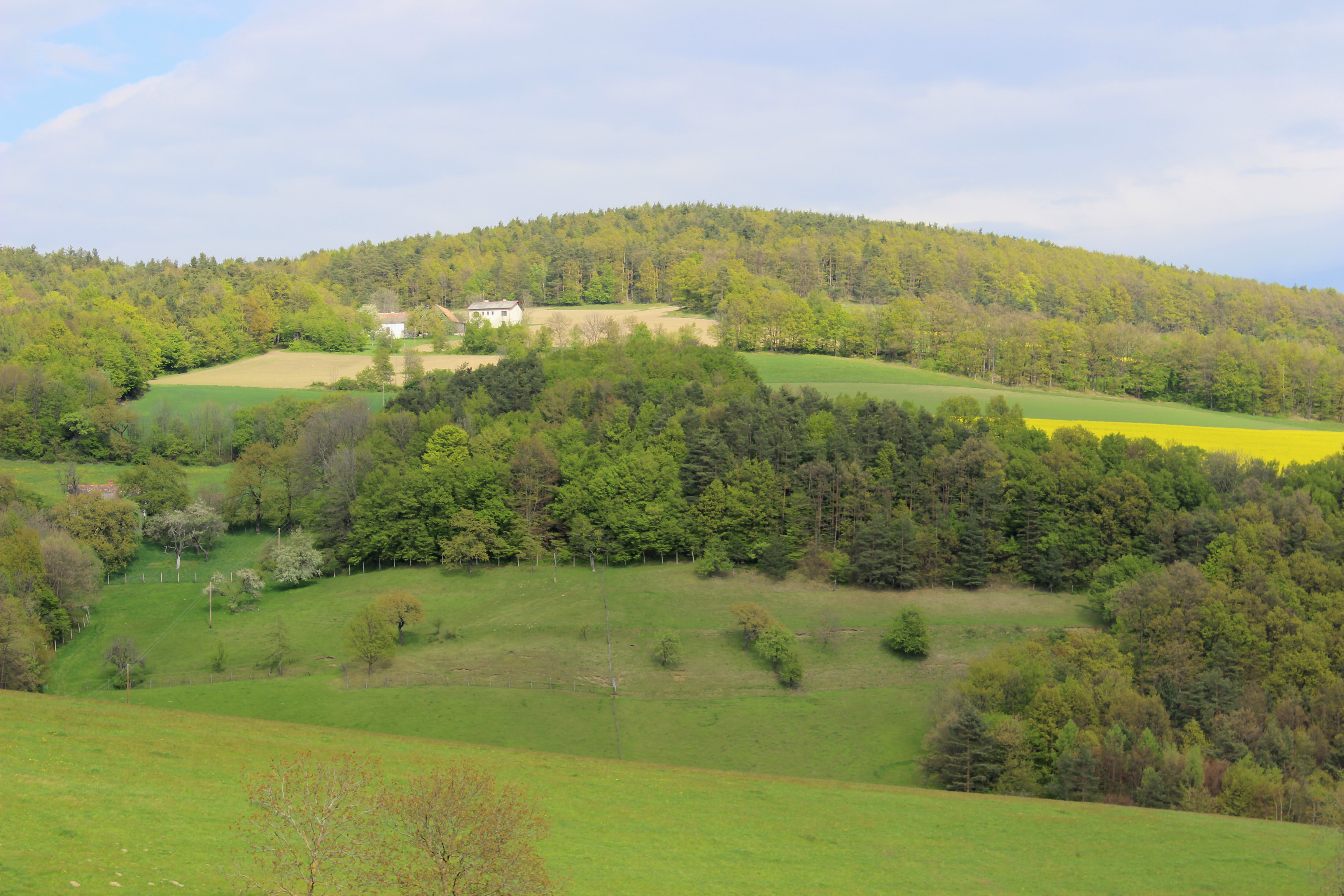

柯尼希比希爾山（德語：Königsbichl），是奧地利的山峰，位於該國東北部，由下奧地利州負責管轄，屬於羅薩利亞山的一部分，距離錫格拉本科格爾山0.4公里，海拔高度608米。